# Uroxys pauliani
Uroxys pauliani är en skalbaggsart som beskrevs av Vladimir Balthasar 1940. Uroxys pauliani ingår i släktet Uroxys och familjen bladhorningar. Inga underarter finns listade i Catalogue of Life.